# Grand Prix Evropy 2002

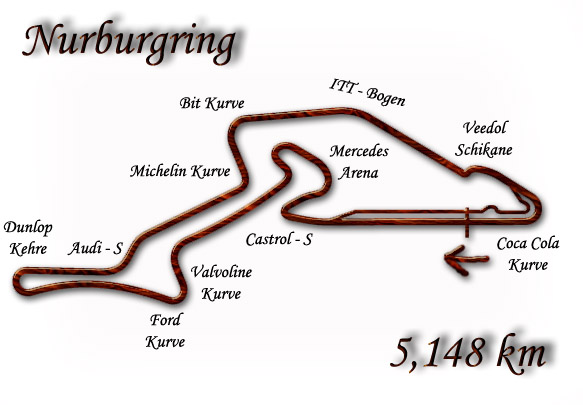
Mapa okruhu v Nurburgring

Grand Prix Evropy je závod ve Formuli 1, který se jel na okruhu Nürburgring 23. června v roce 2002.
XLVI Allianz Grand Prix d'Europe
- 23. červen 2002
- Okruh Nürburgring
- 60 kol x 5,146 km = 308,743 km
- 689. Grand Prix
- 2. vítězství Rubense Barrichella
- 151. vítězství pro Ferrari

## Výsledky

### Výsledky v cíli
| Pozice | Jezdec                | Vůz             | Čas                  |
| ------ | --------------------- | --------------- | -------------------- |
| 1      | Rubens Barrichello    | Ferrari F2002   | 1h35'07,426          |
| 2      | Michael Schumacher    | Ferrari F2002   | à 0'00,294           |
| 3      | Kimi Räikkönen        | McLaren MP 4/17 | à 0'46,435           |
| 4      | Ralf Schumacher       | Williams FW24   | à 1'06,963           |
| 5      | Jenson Button         | Renault R202    | à 1'16"943           |
| 6      | Felipe Massa          | Sauber C 21     | á 1 kolo             |
| 7      | Nick Heidfeld         | Sauber C 21     | á 1 kolo             |
| 8      | Jarno Trulli          | Renault R202    | á 1 kolo             |
| 9      | Olivier Panis         | BAR 004         | á 1 kolo             |
| 10     | Pedro de la Rosa      | Jaguar R3       | á 1 kolo             |
| 11     | Enrique Bernoldi      | Arrows A23      | á 1 kolo             |
| 12     | Jacques Villeneuve    | BAR 004         | á 1 kolo             |
| 13     | Heinz-Harald Frentzen | Arrows A23      | á 1 kolo             |
| 14     | Allan McNish          | Toyota TF02     | á 1 kolo             |
| 15     | Mark Webber           | Minardi R202    | á 2 kola             |
| 16     | Takuma Sató           | Jordan EJ12     | á 2 kola             |
| Kolo   | Odstoupili            | -               | -                    |
| 52     | Mika Salo             | Toyota TF102    | Převodovka           |
| 48     | Alex Yoong            | Minardi PS02    | Hydraulické čerpadlo |
| 43     | Eddie Irvine          | Jaguar R3       | Hydraulika           |
| 34     | Giancarlo Fisichella  | Jordan EJ12     | Havárie              |
| 28     | David Coulthard       | McLaren MP 4/17 | Havárie              |
| 28     | Juan Pablo Montoya    | Williams FW24   | Havárie              |

### Nejrychlejší kolo
- Michael SCHUMACHER Ferrari 	1'32.226 - 200.872 km/h

### Vedení v závodě
- 1-60 kolo Rubens Barrichello

### Postavení na startu
| 1. řada  | 1                     | 2                    |
|          | Juan Pablo Montoya    | Ralf Schumacher      |
|          | Williams              | Williams             |
|          | 1'29,906              | 1'29,915             |
| 2. řada  | 3                     | 4                    |
|          | Michael Schumacher    | Rubens Barrichello   |
|          | Ferrari               | Ferrari              |
|          | 1'30,035              | 1'30,387             |
| 3. řada  | 5                     | 6                    |
|          | David Coulthard       | Kimi Raikkonen       |
|          | McLaren               | McLaren              |
|          | 1'30,550              | 1'30,591             |
| 4. řada  | 7                     | 8                    |
|          | Jarno Trulli          | Jenson Button        |
|          | Renault               | Renault              |
|          | 1'30,927              | 1'31,136             |
| 5. řada  | 9                     | 10                   |
|          | Nick Heidfeld         | Mika Salo            |
|          | Sauber                | Toyota               |
|          | 1'31,211              | 1'31,389             |
| 6. řada  | 11                    | 12                   |
|          | Felipe Massa          | Olivier Panis        |
|          | Sauber                | BAR                  |
|          | 1'31,733              | 1'31,906             |
| 7. řada  | 13                    | 14                   |
|          | Allan McNish          | Takuma Sato          |
|          | Toyota                | Jordan               |
|          | 1'31,941              | 1'31,999             |
| 8. řada  | 15                    | 16                   |
|          | Heinz-Harald Frentzen | Pedro de la Rosa     |
|          | Arrows                | Jaguar               |
|          | 1'32,144              | 1'32,281             |
| 9. řada  | 17                    | 18                   |
|          | Eddie Irvine          | Giancarlo Fisichella |
|          | Jaguar                | Jordan               |
|          | 1'32,510              | 1'32,591             |
| 10. řada | 19                    | 20                   |
|          | Jacques Villeneuve    | Mark Webber          |
|          | BAR                   | Minardi              |
|          | 1'32,968              | 1'32,996             |
| 11. řada | 21                    | 22                   |
|          | Enrique Bernoldi      | Alex Yoong           |
|          | Arrows                | Minardi              |
|          | 1'33,360              | 1'34,251             |
| -------- | --------------------- | -------------------- |

- 107% : 1'36,199

### Zajímavosti
- Giancarlo Fisichella startoval ve 100 GP
- Renault startoval do 250 GP